# Nejlepší střelec v československé hokejové lize
Nejlepší střelec v československé hokejové lize bylo každoročně udělované ocenění pro hráče, jenž vstřelil v základní části sezóny nejvíce gólů. Ocenění se začalo předávat od roku 1937, prvním nejlepším střelcem se stal československý útočník z LTC Praha Josef Maleček. Nejvíce gólů vstřelil v ročníku 1976/1977 Milan Nový.

## Jednotlivé ročníky
| Sezóna    | Vítěz                          | Klub                         | Počet branek |
| --------- | ------------------------------ | ---------------------------- | ------------ |
| 1936/1937 | Josef Maleček                  | LTC Praha                    | 16 branek    |
| 1937/1938 | Mike Buckna                    | LTC Praha                    | 14 branek    |
| 1945/1946 | Vladimír Kobranov              | I. ČLTK Praha                | 10 branek    |
| 1946/1947 | Vladimír Zábrodský             | LTC Praha                    | 17 branek    |
| 1947/1948 | Vladimír Kobranov              | I. ČLTK Praha                | 20 branek    |
| 1948/1949 | Vladimír Zábrodský             | LTC Praha                    | 19 branek    |
| 1949/1950 | Augustin Bubník                | ATK Praha                    | 26 branek    |
| 1950/1951 | Čeněk Pícha                    | SKP České Budějovice         | 24 branek    |
| 1951/1952 | Oldřich Seiml Miroslav Kluc    | HC Vítkovice Chomutov        | 23 branek    |
| 1952/1953 | Miroslav Kluc                  | Chomutov                     | 33 branek    |
| 1953/1954 | Vladimír Zábrodský             | Spartak Praha Sokolovo       | 30 branek    |
| 1954/1955 | Miroslav Kluc                  | Chomutov                     | 25 branek    |
| 1955/1956 | Miroslav Kluc                  | Chomutov                     | 26 branek    |
| 1956/1957 | Vladimír Zábrodský             | Spartak Praha Sokolovo       | 33 branek    |
| 1957/1958 | Václav Pantůček                | RH Brno                      | 27 branek    |
| 1958/1959 | Vladimír Zábrodský             | Spartak Praha Sokolovo       | 23 branek    |
| 1959/1960 | Ján Starší                     | HC Slovan Bratislava         | 28 branek    |
| 1960/1961 | Václav Pantůček Jozef Golonka  | RH Brno HC Slovan Bratislava | 35 branek    |
| 1961/1962 | Josef Vimmer                   | SONP Kladno                  | 38 branek    |
| 1962/1963 | Jaroslav Volf                  | SONP Kladno                  | 28 branek    |
| 1963/1964 | Josef Černý                    | ZKL Brno                     | 44 branek    |
| 1964/1965 | Zdeněk Špaček                  | Tesla Pardubice              | 33 branek    |
| 1965/1966 | Jan Klapáč                     | Dukla Jihlava                | 41 branek    |
| 1966/1967 | Václav Nedomanský              | HC Slovan Bratislava         | 40 branek    |
| 1967/1968 | Jan Havel                      | HC Sparta Praha              | 38 branek    |
| 1968/1969 | Jaroslav Jiřík                 | ZKL Brno                     | 36 branek    |
| 1969/1970 | Josef Černý                    | ZKL Brno                     | 32 branek    |
| 1970/1971 | Jan Havel                      | HC Sparta Praha              | 32 branek    |
| 1971/1972 | Václav Nedomanský              | HC Slovan Bratislava         | 31 branek    |
| 1972/1973 | Milan Nový                     | HC Dukla Jihlava             | 39 branek    |
| 1973/1974 | Václav Nedomanský              | HC Slovan Bratislava         | 46 branek    |
| 1974/1975 | Milan Nový                     | Poldi Kladno                 | 44 branek    |
| 1975/1976 | Milan Nový                     | Poldi Kladno                 | 32 branek    |
| 1976/1977 | Milan Nový                     | Poldi Kladno                 | 59 branek    |
| 1977/1978 | Jaroslav Pouzar                | HC České Budějovice          | 42 branek    |
| 1978/1979 | Vladimír Martinec              | Tesla Pardubice              | 42 branek    |
| 1979/1980 | Vincent Lukáč                  | VSŽ Košice                   | 43 branek    |
| 1980/1981 | Jiří Lála                      | Dukla Jihlava                | 40 branek    |
| 1981/1982 | Igor Liba                      | VSŽ Košice                   | 35 branek    |
| 1982/1983 | Vincent Lukáč                  | Dukla Jihlava                | 49 branek    |
| 1983/1984 | Vladimír Růžička               | CHZ Litvínov                 | 31 branek    |
| 1984/1985 | Vladimír Růžička Oldřich Válek | CHZ Litvínov Dukla Jihlava   | 38 branek    |
| 1985/1986 | Vladimír Růžička               | CHZ Litvínov                 | 41 branek    |
| 1986/1987 | Ján Jaško                      | HC Slovan Bratislava         | 33 branek    |
| 1987/1988 | Vladimír Růžička               | Dukla Trenčín                | 38 branek    |
| 1988/1989 | Vladimír Růžička               | Dukla Trenčín                | 46 branek    |
| 1989/1990 | Robert Reichel                 | HC Chemopetrol Litvínov      | 49 branek    |
| 1990/1991 | Ladislav Lubina                | HC Pardubice                 | 41 branek    |
| 1991/1992 | Žigmund Pálffy                 | Dukla Trenčín                | 41 branek    |
| 1992/1993 | Jan Čaloun                     | CHZ Litvínov                 | 44 branek    |

## Souvislé články
- Nejlepší střelec (ELH)
- Nejlepší střelec Tipsport ligy (Slovensko)